# MTV Europe Music Award come MTV Amour
L'MTV Europe Music Award come MTV Amour (MTV Europe Music Award for MTV Amour) è stato uno dei premi dell'MTV Europe Music Award, che è stato assegnato solo nel 1996.

## Albo d'oro

### Anni 1990
- 1996
  - Fugees
  - D'Angelo
  - Madonna con i Massive Attack
  - George Michael
  - TLC